# Complejo de Comunicaciones del Espacio Profundo de Canberra
El Complejo de Comunicación del Espacio Profundo de Canberra (CDSCC) es una estación terrestre en Australia ubicada en Tidbinbilla en el Territorio de la Capital de Australia. Inaugurado en 1965, el complejo se usó para rastrear el módulo lunar Apollo. Forma parte de la Red del Espacio Profundo del Laboratorio de Propulsión a Chorro (JPL) de la NASA, administrada en Australia por la Organización de Investigación Científica e Industrial del Commonwealth (CSIRO).

## Antenas
A finales de 2016, la estación tiene cinco antenas grandes en uso: DSS-34, DSS-35, DSS36, DSS-43 y DSS-45. El CDSCC también usa el radiotelescopio Parkes en el centro de Nueva Gales del Sur en horas de mucho trabajo para recibir datos de naves espaciales. Ha habido una construcción en curso desde 2010, construyendo una antena de guía de onda de 34 m adicionales. La construcción del DSS-35 comenzó en julio de 2010.1 La torre de colimación de la estación se ubica aproximadamente a 3 km al noroeste, en Black Hill.

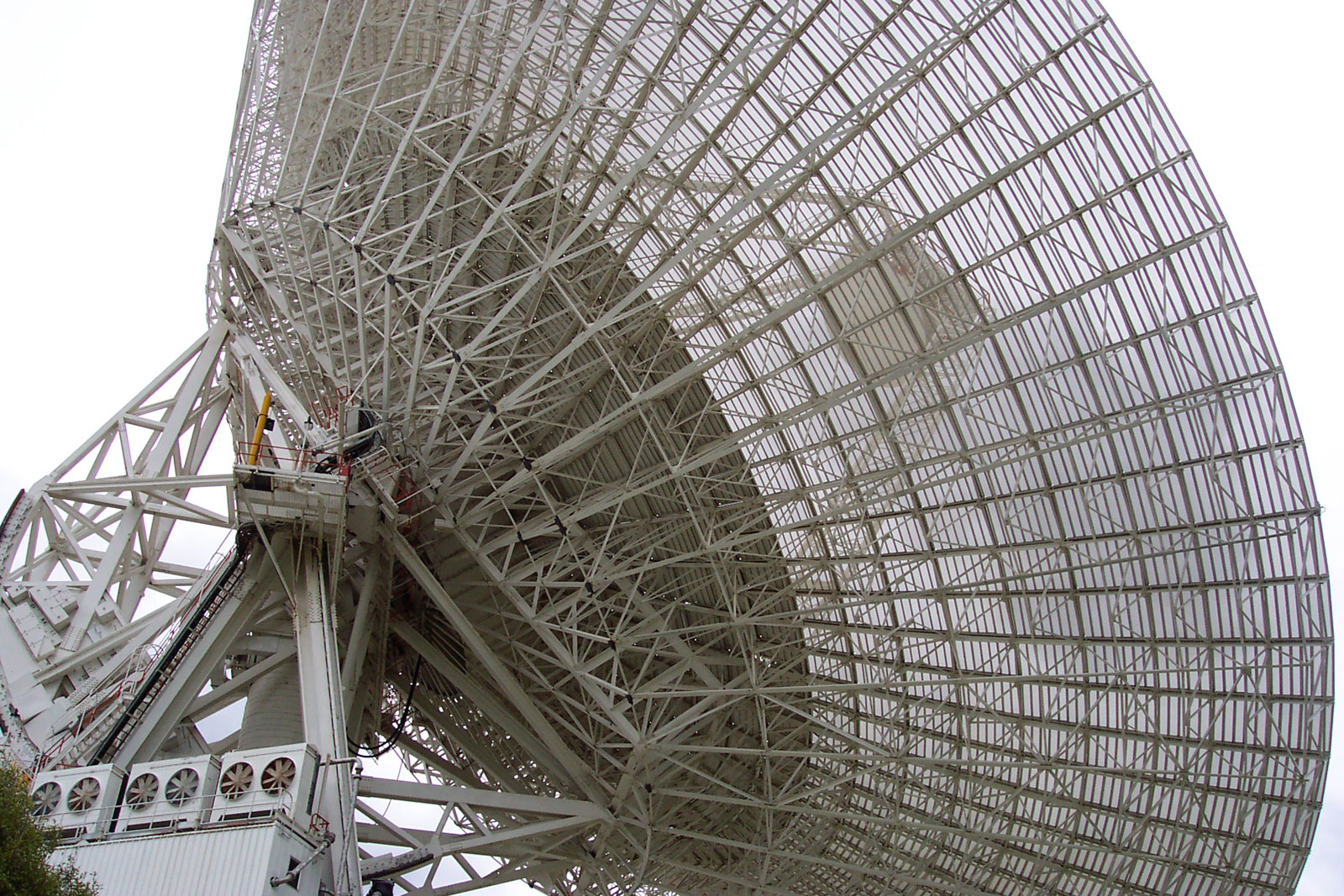
Canberra

| Foto | Designación   | Estado            | Apertura principal | Notas |
| ---- | ------------- | ----------------- | ------------------ | --- |
|      | DSS-33        | Fuera de servicio | 11m                | Una pequeña antena A / E que se retiró del servicio de DSN en 2002 y se trasladó a Noruega en 2009 para su uso en investigación atmosférica. |
|      | DSS-34        | Activa            | 34m                | La antena de guía de onda de haz, utiliza un sistema de espejos de radiofrecuencia para colocar el hardware de recepción y transmisión bajo tierra en lugar de sobre el plato. Construido en 1997. |
|      | DSS-35        | Activa            | 34m                | Operativo a finales de 2014 y inaugurado oficialmente en marzo de 2015. |
|      | DSS-36        | Activa            | 34m                | La antena se instaló en agosto de 2015. Operacional a fines de 2016 y se inauguró oficialmente el 3 de noviembre de 2016. |
|      | DSS-42        | Fuera de servicio | 34m                | Desarmado en 2000 y desmantelado poco después. Esta fue una antena de "declinación de ángulo horario" y fue la antena original construida en el complejo. |
|      | DSS-43        | Activa            | 70m                | Originalmente construido como una antena de 64 m en 1973 y ampliado en 1987. Es la antena parabólica orientable más grande del hemisferio sur. La antena pesa más de 3000 toneladas y gira sobre una película de aceite de aproximadamente 0,17 mm de espesor. La superficie del reflector está formada por 1,272 paneles de aluminio con una superficie total de 4,180 metros cuadrados. |
|      | DSS-45        | Fuera de servicio | 34m                | Construido en 1986. Desarmado en noviembre de 2016 poco después de que el DSS-36 se pusiera en funcionamiento. |
|      | DSS-44 DSS-46 | Fuera de servicio | 26m                | Originalmente construido como DSS-44 en 1967 y ubicado en Honeysuckle Creek, se mudó en 1984 y se reasignó a DSS-46. Fue retirado del servicio a fines de 2009. En mayo de 2010, el Instituto Americano de Aeronáutica y Astronáutica declaró a la antena un Sitio histórico aeroespacial, y la antena permanece en su lugar.                                                             |
|      | DSS-49        | Activa            | 64m                | Observatorio Parkes. Capaz de conectarse para proporcionar soporte, sin embargo, es incapaz de transmitir (esto es solo un receptor). |